# メラニー・クライン
メラニー・クライン（英: Melanie Klein、1882年3月30日 - 1960年9月22日）は、オーストリアのウィーン出身の女性精神分析家。児童分析を専門とする。

## 来歴
ガリチア出身の東欧系ユダヤ人の父・医師モーリッツ・ライツェス（Moritz Reizes）と、その再婚相手で、スロバキアのラビ（ユダヤ系）の家系である母・リブサ（Libussa）の間に生まれる。乳幼児期における良い乳房と悪い乳房の未統合によって精神的な問題が起こるとした（対象関係論）。後期フロイトの死の欲動概念に注目した独自の方向性でクライン学派を作り出し、フロイト以後の精神分析に大きな影響を与えた。児童分析には両親の参加は必要ないと主張して、フロイトの末娘アンナ・フロイトと論争を行った。また、フランスの現代思想家、精神分析家であるジャック・ラカンや哲学者ジル・ドゥルーズの理論に影響を与えたことでも知られている。

## 思想
クラインはフロイトの根本的な前提のいくつかに疑問を呈していたが、いつもフロイトのアイデアを忠実に支持していた。クラインは、幼い子供たちに伝統的な精神分析を使用した最初の人物で、技法（玩具を使って子供と一緒に働くなど）と幼児の発達に関する理論の両方で革新的だった。強く意見を述べ、追随者からの忠誠心を要求する彼女は、精神分析の有力なトレーニングプログラムを確立した。対象関係論の共同創始者の一人である。
クラインの理論的研究は、すべての生物が無機状態に引き寄せられているという、フロイトの死の欲動の概念を取り入れ、子供の攻撃性をその方向で解釈しようとする。子供に対するフロイトのアイデアは主に大人の患者との仕事から来たものだが、クレインは子供と直接仕事をすることで革新的だった。子供の遊びを感情的なコミュニケーションの主要なモードと見なし、子供たちが人形、動物、プラスチック、鉛筆、紙のようなおもちゃで遊ぶのを観察した後、クラインは遊びの具体的な意味を解釈しようとした。彼女は親の人物像が子供のファンタジー・ライフで果たした重要な役割を強調し、フロイトが考えるエディプス・コンプレックスのタイミングが間違っており、諸々の心理的葛藤が誕生直後から存在し、それが後の疾患の原因になると考えた。
フロイトの娘アンナとの論争は、児童精神医学を複数の流派に分裂させる原因となった。フロイトに対し全面的批判を展開したジル・ドゥルーズ＆フェリックス・ガタリは、部分対象という概念に理解を示しながら、クラインにも共通するエディプス・コンプレックス主体の解釈方法を強く批判している。

## 著作
- Gesammelte Schriften, Frommann-Holzboog, Stuttgart
  - 1. - Schriften 1920-1945, Teil 1, 1995, ISBN 3-7728-1674-6
  - 2. - Schriften 1920-1945, Teil 2, 1996, ISBN 3-7728-1675-4
  - 3. - Die Psychoanalyse des Kindes, 1997, ISBN 3-7728-1676-2
  - 4. - Schriften 1946-1963, 2000, ISBN 3-7728-1677-0
  - 5. - Darstellung einer Kinderanalyse, Teil 1, 2002, ISBN 3-7728-1678-9
  - 6. - Darstellung einer Kinderanalyse, Teil 2, 2002, ISBN 3-7728-1691-6
- Das Seelenleben des Kleinkindes und andere Beiträge zur Psychoanalyse, Klett-Cotta, Stuttgart 2001, ISBN 3-608-95107-5

## 関連人物
- ジークムント・フロイト
- ドナルド・ウィニコット